# Boy Charlton
Andrew Murray (Boy) Charlton (Crows Nest, 12 augustus 1907 – Avalon, 10 december 1975) was een Australisch zwemmer.

## Biografie
Charlton zette 5 wereldrecords op zijn naam Tijdens de Olympische Zomerspelen van 1924 won Charlton op zestienjarige leeftijd de gouden medaille op de 1500 meter vrij door het wereldrecord te verpulveren met meer dan 1 minuut, tijdens deze wedstrijd had hij een voorsprong van 35 seconden op de Zweed Arne Borg. Op de 400 meter moest hij genoegen met brons achter Johnny Weissmuller en Borg. Op de 4x200 meter estafette won Charlton de zilveren medaille.
Na afloop spelen ging Charlton een agrarische opleiding volgen, waardoor hij weinig trainingsmogelijkheden had.
Tijdens de Olympische Zomerspelen van Amsterdam moest hij genoegen nemen met de zilveren medaille op de 1500 meter vrije slag achter zijn Zweedse rivaal Borg en op de 400 meter won hij zilver achter de Argentijn Alberto Zorrilla.
Na de spelen kreeg hij acuut reuma en leek om die reden zijn carrière te moeten beëindigen.
Bij de Olympische Zomerspelen van 1932 mocht hij de Australische vlag dragen tijdens de openingsceremonie. Hij eindigde als zesde op de 400 meter vrije slag.

## Onderscheidingen
- 1972: opname in de International Swimming Hall of Fame[1]

1908: Henry Taylor ·
1912: George Hodgson ·
1920: Norman Ross ·
1924: Boy Charlton ·
1928: Arne Borg ·
1932: Kusuo Kitamura ·
1936: Noboru Terada ·
1948: James McLane ·
1952: Ford Konno ·
1956: Murray Rose ·
1960: John Konrads ·
1964: Bob Windle ·
1968: Mike Burton ·
1972: Mike Burton ·
1976: Brian Goodell ·
1980: Vladimir Salnikov ·
1984: Mike O'Brien ·
1988: Vladimir Salnikov ·
1992: Kieren Perkins ·
1996: Kieren Perkins ·
2000: Grant Hackett ·
2004: Grant Hackett ·
2008: Oussama Mellouli ·
2012: Sun Yang ·
2016: Gregorio Paltrinieri  ·
2020: Bobby Finke
Frank Beaurepaire · 
Boy Charlton · 
Moss Christie · 
Ernest Henry · 
Ivan Stedman
- Australian Dictionary of Biography: charlton-andrew-murray-boy-5562
- Bibliothèque nationale de France: cb17065379p (data)
- Gemeinsame Normdatei: 132415429
- International Standard Name Identifier: 0000 0000 4128 2412
- Library of Congress Control Number: n2006052668
- Trove: 1465016
- Virtual International Authority File: 47922475
- WorldCat: E39PBJjT3x7FxWH7YJfmbdGT73